# قائمة المهن الصحية
هذه قائمة بمهن ممارسو الرعاية الصحية التي يزاولها الممارسون الصحيون مرتبة حسب التخصص:

## التخدير
- طبيب التخدير
- زميل التخدير
- ممرضة تخدير مرخصة
- معالج تنفس مسجل

## طب القلب والأوعية الدموية
- طبيب القلب
- زميل أمراض القلب
- أخصائي علاج طبيعي لأمراض القلب والصدر

## العناية المركزة
- عناية مركزة
- حديثي الولادة
- ممرض ممارس عناية حرجة
- ممرضة مسجلة عناية حرجة
- معالج تنفسي للعناية الحرجة

## طب الطوارئ
- طبيب طوارئ
- ممرض ممارس طوارئ
- مساعد طبيب طوارئ
- ممرضة جوية
- ممرضة مسجلة شهادة طوارئ
- معالج تنفسي مسجل معتمد للطوارئ
- فني طوارئ طبية - إسعاف العناية المركزة
- فني طوارئ طبية - إسعاف
- فني طوارئ طبية - متوسط 99
- فني طوارئ طبية - متوسط 85
- فني طوارئ طبية - مبتدي

## أمراض الغدد الصماء
- الغدد الصماء

## طب المسنين
- اختصاصي بأمراض الشيخوخة
- أخصائي علاج طبيعي لأمراض الباطني والمسنين
- ممرض ممارس للمسنين

## أمراض الجهاز الهضمي
- طب الجهاز الهضمي

## أمراض الدم
- أمراض الدم
- فني مختبر طبي
- فاصد الوريد

## التغذية
- أخصائي التغذية
- فني التغذية

## أمراض الكلى
- طب الكلى

## علم الأعصاب
- طبيب الأمراض العصبية
- أخصائي علاج طبيعي لأمراض الجهاز العصبي

## الأورام
- الأورام

## طب العيون
- طب العيون

## الأنف والأذن والحنجرة
- طبيب أنف وأذن وحنجرة

## الأمراض الصدرية
- طب الصدر
- زميل امراض صدرية
- معالج تنفس مسجل
- معالج تنفس مصدق

## طب الرعاية الأولية
- طبيب أسرة ممارس
- طبيب باطني
- ممرض أسرة ممارس
- مساعد طبيب
- صيدلي

## طب الأطفال
- حديثي الولادة
- طبيب أطفال
- ممرض ممارس حديثي الولادة
- مساعد طبيب الأطفال
- أخصائي علاج طبيعي لأمراض الأطفال وتأخر النمو والشغل
- ممرض ممارس طب الأطفال
- ممرضة أطفال
- معالج تنفس للأطفال

## الطب النفسي
- طبيب نفسي
- عالم نفسي
- ممرض ممارس للطب النفسي
- ممرض ممارس للصحة النفسية

## جراحة العظام والروماتيزم
- طبيب عظام
- طبيب علاج طبيعي
- علاج طبيعي المهني
- مساعد علاج طبيعي
- مساعد علاج مهني

## الأشعة
- إخصائي العلاج بالإشعاع ، والمعروف أيضا باسم معالج بالإشعاع أو فني الأشعة العلاجية
- طبيب الأشعة
- فني الأشعة, والمعروف أيضا باسم تقني الأشعة

- فني أشعة CT
- فني الأشعة التداخلية
- Mammographer
- Neuroradiographer
- تقني قياس الجرعات الطبية, المعروف أيضا باسم مشرف حماية من الإشعاع
- مساعد ممارس أخصائي الأشعة
- الإبلاغ عن فني الأشعة
- تقني سونار

## الطب التناسلي
- طبيب ولادة
- ممرضة ممارسة صحة المرأة
- ممرضة قابلة

## جراحة
- جراحة عامة
- جراح السمنة
- جراحة القلب والصدر
- جراح القلب
- جراح البنكرياس والكبد الصفراوي
- جراحة الاعصاب
- جراحة العظام

## جراحة المسالك البولية
- طبيب إختصاصي بالبول والمجرى البولي